# Thomas Bonnin
Thomas Bonnin, né le 10 mai 1989 à Orléans, est un coureur cycliste français, professionnel entre 2011 et 2013.

## Biographie

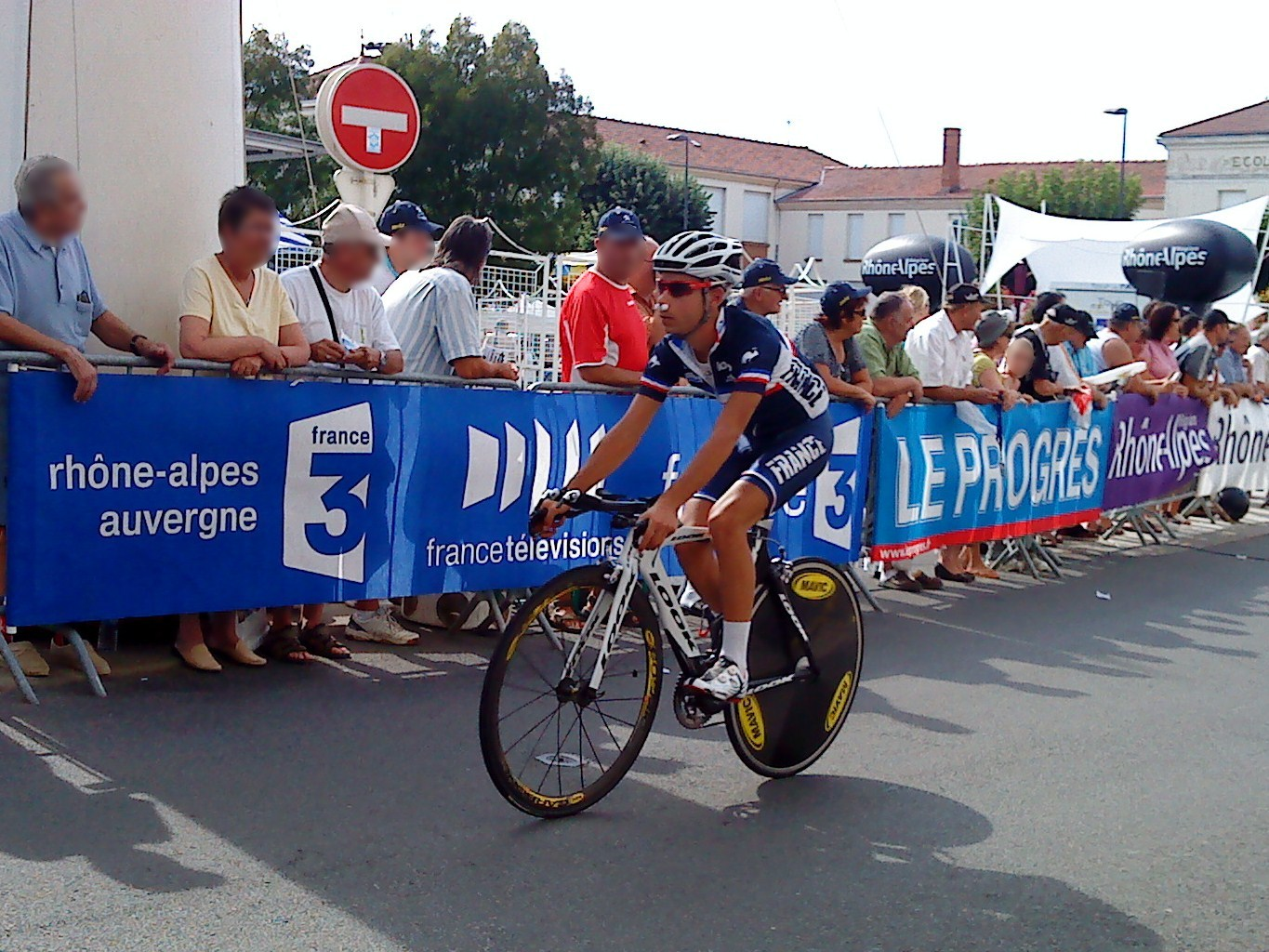
Thomas Bonnin lors du Tour de l'Ain 2010

Thomas Bonnin remporte deux manches du Challenge national (Vallée de la Trambouze et Arguenon Vallée Verte), finit troisième de la Classique des Alpes juniors et 17e du championnat du monde sur route juniors à Aguascalientes (Mexique) en 2007.
En 2010, il remporte la quatrième étape du Tour du Val d'Aoste, finit deuxième du Tour des Pays de Savoie et septième du Tour de l'Avenir. 
Il est recruté pour la saison 2011 par l'équipe continentale professionnelle Skil-Shimano. Lors de sa première course par étapes, le Tour de Langkawi, Thomas Bonnin s'illustre dans la quatrième étape montagneuse en finissant quatrième de celle-ci, tout en s'étant glissé dans l'échappée victorieuse. 
En fin d'année 2012, il n'est pas conservé par l'équipe néerlandaise et rejoint l'équipe continentale allemande NSP-Ghost qui s'arrête à l'issue de la saison 2013.

## Palmarès
- 2006
  - 2e étape du Tour de la Vallée de la Trambouze (Challenge national)
  - Tour Cévennes-Garrigues
  - 3e de La Bernaudeau Junior
- 2007
  - Championnat Midi-Pyrénées
  - Arguenon Vallée Verte - Juguon les Lacs (Challenge national)
  - 2e de La Bernaudeau Junior
  - 2e du Tour du Pays d'Olliergues
  - 3e de la Classique des Alpes juniors
  - 3e du Grand Prix Général Patton
  - 3e de la Route de l'Avenir
- 2008
  - 3e de la Primevère Montoise
- 2010
  - 4e étape du Tour de la Vallée d'Aoste
  - 2e du Tour des Pays de Savoie
  - 7e du Tour de l'Avenir

## Classements mondiaux
| Année           | 2008 | 2009 | 2010 | 2011 |
| --------------- | ---- | ---- | ---- | ---- |
| UCI Asia Tour   |      |      |      | 256e |
| UCI Europe Tour | 812e |      | 290e |      |